# Mina Candelaria
La mina Candelaria és una gran mina de coure i or a cel obert i subterrània situada al nord de Xile, a la regió d'Atacama. Candelaria compta amb reserves provades i probables de 676 milions de tones de mineral amb lleis de 0,53% de coure, 0,13 g/t d'or i 1,79 g/t de plata; contenint 3,58 milions de tones de coure, 3,0 milions d'unces d'or i 39 milions d'unces de plata. El projecte de la mina incorpora una planta de dessalinització per osmosi inversa al port de Caldera, posada en marxa el 2013, amb capacitat per a produir 500 litres per segon d'aigua industrial dessalinitzada, canalitzant-la 115 km des de l'Oceà Pacífic fins a la mina.
El projecte va ser operat des del seu descobriment per Phelps Dodge, que va ser adquirida per Freeport-McMoRan el 2007. Lundin Mining va comprar la participació del 80% de Freeport en 2014.